# Pfaffenhausen (Jossgrund)
Pfaffenhausen ist neben Burgjoß, Lettgenbrunn und Oberndorf ein Ortsteil der Gemeinde Jossgrund im hessischen Main-Kinzig-Kreis.

## Geografie

### Geografische Lage
Der staatlich anerkannte Erholungsort liegt im hessischen Main-Kinzig-Kreis, in einem offenen Tal, auf etwa 350 m über NHN. Er ist, bis auf die Nordseite, rundum von bewaldeten Höhen umgeben.

### Nachbarorte
Nachbarorte im Uhrzeigersinn sind: das zum bayerischen Aura im Sinngrund zählende Deutelbach, Aura, das zur Gemeinde Fellen zählende Wohnrod, der Ortsteil Lohrhaupten, der Ortsteil Flörsbach der Gemeinde Flörsbachtal, der Ortsteile Lettgenbrunn, das Kinderdorf Wegscheide. und der Ortsteil Oberndorf.
| Kinderdorf Wegscheide | Oberndorf                                   | Deutelbach |
| Lettgenbrunn          | Kompassrose, die auf Nachbargemeinden zeigt | Aura       |
| Flörsbach             | Lohrhaupten                                 | Wohnrod    |

Panoramablick über Pfaffenhausen

## Geschichte

### Mittelalter
Pfaffenhausen wurde vermutlich um das Jahr 800 von Mönchen (Pfaffen) gegründet. Erstmals schriftlich als „Phafenhusun“ erwähnt wird der Ort im Jahre 1059, in einer Urkunde über den Wildbann von Kaiser Heinrich IV.
Bis 1313 gehörte Pfaffenhausen den Herren von Jazza, die im benachbarten Burgjoß residierten. Sie verkauften diese Besitzung im Jahre 1541 an Kurmainz.

### Neuzeit
Im Dreißigjährigen Krieg wurde auch Pfaffenhausen nicht verschont. Brandschatzungen, Plünderungen und die Pest ließen die Einwohnerzahl dramatisch sinken. Nur etwa 15 Familien sollen überlebt haben. 1700 zählte der Ort wieder um 120 Einwohner, im Jahre 1712 baute man sogar eine kleine Kapelle. Sie stand an dem Platz, wo man später die Schule errichtete und wo sich heute ein kleines Kaufhaus findet.
Im Jahr 1725 brannte ein Großteil des Dorfes inklusive der Kapelle nieder. Das Dorf musste bis auf etwa drei Häuser komplett neu aufgebaut werden, an die Stelle der Kapelle trat die bereits erwähnte Schule. Nach den Freiheitskriegen gegen Napoleon, gehörte Pfaffenhausen dann, nach dem Pariser Frieden 1814 zu Bayern. Der Ackerbau und die Viehzucht waren damals neben dem Nutzen des Holzes aus dem Spessartwald die einzigen Ertragsquellen. 1866 folgte ein erneuter Besitzerwechsel, die Ortschaft gehörte nun mit dem Bezirksamt Orb und Gersfeld zu Preußen. 1921 wurde, durch Spenden finanziert, eine neue Kirche gebaut.
Waldarbeitersiedlung
Nach Burgjoß erhielt auch Pfaffenhausen, ab 1939 einen Zuzug von Waldarbeitern. Ein staatlich gefördertes Siedlungsprogramm sollte „der Sesshaftmachung von Arbeitnehmer in der Nähe ihres Arbeitsplatzes, der Linderung der Wohnungsnot“ dienen. Gleichzeitig sollte es landwirtschaftlichen Nebenerwerb ermöglichen. Deswegen wurden die neu errichteten Wohnhäuser mit Stall, Scheune, Garten und einer kleinen Ackerfläche ausgestattet. Während in Burgjoß 10 Einfamilienhäuser in einer geschlossenen Siedlung bezogen wurden, kamen nach Pfaffenhausen vier Waldarbeiterfamilien. Ihre neuen Häuser lagen über das Dorf verteilt.
Hessische Gebietsreform (1970–1977)
Im Zuge der Gebietsreform in Hessen fusionierten zum 31. Dezember 1971 die bis dahin selbständigen Gemeinden  Burgjoß, Oberndorf und Pfaffenhausen zur neuen Gemeinde Jossatal. Diese wurde zum 1. Juli 1974 kraft Landesgesetzes mit Lettgenbrunn zur Großgemeinde Jossgrund zusammengeschlossen. Ortsbezirke nach der Hessischen Gemeindeordnung wurden nicht errichtet.

### Verwaltungsgeschichte im Überblick
Die folgende Liste zeigt die Staaten und Verwaltungseinheiten, denen Pfaffenhausen angehört(e):
- 16. Jahrhundert: Heiliges Römisches Reich, Kurfürstentum Mainz, Oberamt Hausen, Amtsvogtei Burgjoß
- 1633: Heiliges Römisches Reich,  Kurfürstentum Mainz, Amt Orb
- 1787: Heiliges Römisches Reich, Kurfürstentum Mainz, Oberamt Orb und Lohr, Amtsvogtei Burgjoß
- ab 1803: Heiliges Römisches Reich, Dalbergstaat („Erzkanzlerischer Kurstaat“), Fürstentum Aschaffenburg, Oberamt Orb und Lohr, Amtsvogtei Burgjoß
- 1806–1810:  Primatialstaat Karl Theodor von Dalbergs im Rheinbund, Fürstentum Aschaffenburg, Oberamt Orb und Lohr, Amtsvogtei Burgjoß
- 1810–1813: Großherzogtum Frankfurt, Departement Aschaffenburg, Distrikt Burgjoß
- 1814–1866: Königreich Bayern, Landgerichtsbezirk Orb
- ab 1867: Königreich Preußen,[Anm. 2] Provinz Hessen-Nassau, Regierungsbezirk Kassel, Kreis Gelnhausen[Anm. 3]
- ab 1871: Deutsches Reich, Königreich Preußen, Provinz Hessen-Nassau, Regierungsbezirk Kassel, Kreis Gelnhausen
- ab 1918: Deutsches Reich,[Anm. 4] Freistaat Preußen, Provinz Hessen-Nassau, Regierungsbezirk Kassel, Kreis Gelnhausen
- ab 1944: Deutsches Reich, Freistaat Preußen, Provinz Nassau, Kreis Gelnhausen
- ab 1945: Amerikanische Besatzungszone,[Anm. 5] Groß-Hessen, Regierungsbezirk Wiesbaden, Landkreis Gelnhausen
- ab 1946: Amerikanische Besatzungszone, Hessen, Regierungsbezirk Wiesbaden, Landkreis Gelnhausen
- ab 1949: Bundesrepublik Deutschland, Hessen, Regierungsbezirk Wiesbaden, Landkreis Gelnhausen
- ab 1968: Bundesrepublik Deutschland, Hessen, Regierungsbezirk Darmstadt, Landkreis Gelnhausen
- ab 1972: Bundesrepublik Deutschland, Hessen, Regierungsbezirk Wiesbaden, Landkreis Gelnhausen, Gemeinde Jossatal[Anm. 6]
- ab 1974: Bundesrepublik Deutschland, Hessen, Regierungsbezirk Darmstadt, Main-Kinzig-Kreis, Gemeinde Jossgrund

## Bevölkerung

### Einwohnerstruktur 2011
Nach den Erhebungen des Zensus 2011 lebten am Stichtag dem 9. Mai 2011 in Pfaffenhausen 879 Einwohner. Darunter waren 12 (1,4 %) Ausländer.
Nach dem Lebensalter waren 156 Einwohner unter 18 Jahren, 357 zwischen 18 und 49, 195 zwischen 50 und 64 und 171 Einwohner waren älter. Die Einwohner lebten in 363 Haushalten. Davon waren 93 Singlehaushalte, 96 Paare ohne Kinder und 135 Paare mit Kindern, sowie 33 Alleinerziehende und 6 Wohngemeinschaften. In 81 Haushalten lebten ausschließlich Senioren und in 228 Haushaltungen lebten keine Senioren.

### Einwohnerentwicklung
Belegte Einwohnerzahlen sind:
- 1633: 33 Hausgesesse und 4 Witwen
- 1812: 50 Feuerstellen, 394 Seelen

| Pfaffenhausen: Einwohnerzahlen von 1812 bis 2011 | Pfaffenhausen: Einwohnerzahlen von 1812 bis 2011 | Pfaffenhausen: Einwohnerzahlen von 1812 bis 2011 | Pfaffenhausen: Einwohnerzahlen von 1812 bis 2011 | Pfaffenhausen: Einwohnerzahlen von 1812 bis 2011 |
| --- | ------------------------------------------------ | ------------------------------------------------ | ------------------------------------------------ | ------------------------------------------------ |
| Jahr |                                                  |                                                  |                                                  | Einwohner                                        |
| 1812 | 1812                                             |                                                  | 394                                              | 394                                              |
| 1834 | 1834                                             |                                                  | 455                                              | 455                                              |
| 1840 | 1840                                             |                                                  | 465                                              | 465                                              |
| 1846 | 1846                                             |                                                  | 450                                              | 450                                              |
| 1852 | 1852                                             |                                                  | 440                                              | 440                                              |
| 1858 | 1858                                             |                                                  | 433                                              | 433                                              |
| 1864 | 1864                                             |                                                  | 451                                              | 451                                              |
| 1871 | 1871                                             |                                                  | 461                                              | 461                                              |
| 1875 | 1875                                             |                                                  | 467                                              | 467                                              |
| 1885 | 1885                                             |                                                  | 432                                              | 432                                              |
| 1895 | 1895                                             |                                                  | 453                                              | 453                                              |
| 1905 | 1905                                             |                                                  | 473                                              | 473                                              |
| 1910 | 1910                                             |                                                  | 517                                              | 517                                              |
| 1925 | 1925                                             |                                                  | 533                                              | 533                                              |
| 1939 | 1939                                             |                                                  | 610                                              | 610                                              |
| 1946 | 1946                                             |                                                  | 753                                              | 753                                              |
| 1950 | 1950                                             |                                                  | 756                                              | 756                                              |
| 1956 | 1956                                             |                                                  | 666                                              | 666                                              |
| 1961 | 1961                                             |                                                  | 722                                              | 722                                              |
| 1967 | 1967                                             |                                                  | 812                                              | 812                                              |
| 1970 | 1970                                             |                                                  | 818                                              | 818                                              |
| 1980 | 1980                                             |                                                  | ?                                                | ?                                                |
| 1990 | 1990                                             |                                                  | ?                                                | ?                                                |
| 2000 | 2000                                             |                                                  | ?                                                | ?                                                |
| 2011 | 2011                                             |                                                  | 879                                              | 879                                              |
| Datenquelle: Historisches Gemeindeverzeichnis für Hessen: Die Bevölkerung der Gemeinden 1834 bis 1967. Wiesbaden: Hessisches Statistisches Landesamt, 1968. Weitere Quellen: LAGIS; Zensus 2011 |                                                  |                                                  |                                                  |                                                  |

### Historische Religionszugehörigkeit
| • 1885: | 8 evangelische (= 1,85 %), 424 katholische (= 98,15 %) Einwohner  |
| • 1961: | 10 evangelische (= 1,39 %), 710 katholische (= 98,34 %) Einwohner |

## Infrastruktur und Wirtschaft

### Verkehrsanbindung

#### Straße
Durch den Ort verläuft die Landesstraße (L 3199), sie ist nach Norden hin die Verbindung nach Oberndorf und südlich zur Nachbargemeinde Lohrhaupten. Die Kreisstraße (K891) verbindet Pfaffenhausen mit dem Ortsteil Lettgenbrunn.
Die Entfernung zum Autobahnanschluss Bad Orb/Wächtersbach der A 66, beträgt etwa 20 km.

#### Bahn
Eine Anbindung an den Bahnverkehr bietet der Bahnhof Wächtersbach an der Kinzigtalbahn. Die Regionalbahn, die im Stundentakt verkehrt, bindet an die ICE-Haltepunkte Fulda und Hanau bzw. Frankfurt an. Der Bahnhof ist 24 km entfernt und auch mit öffentlichen Verkehrsmitteln erreichbar. Der Bahnhof ist barrierefrei ausgebaut.

### Nahverkehr
Ganzjährig verkehren die Buslinien 82 und 83, des KVG Main-Kinzig und schaffen öffentliche Verkehrsanschlüsse zu den andern Ortsteilen, den Nachbargemeinden und an die Kinzigtalbahn (Hessen) am Bahnhof Wächtersbach. Es gilt der Tarif des Rhein-Main-Verkehrsverbundes. Die Streckenführung von Pfaffenhausen geht alternativ über Lettgenbrunn – Bad Orb – Aufenau  – Wächtersbach bzw. Lettgenbrunn – Bad Orb – Aufenau – Wächtersbach.

### Schule
Bereits nach dem großen Brand 1725 entstand in Pfaffenhausen eine Volksschule. Heute gibt es eine zweizügige Grundschule in Oberndorf, die Jossatal-Schule. Sie ist die nächste Schule für alle 4 Ortsteile der Gemeinde Jossgrund.
Weiterführende Schulen liegen außerhalb der Gemeinde. Es sind u. a.: die Kreisrealschule Bad Orb, das Grimmelshausen-Gymnasium Gelnhausen, die Henry-Harnischfeger Schule in Bad Soden-Salmünster und die Brentano-Schule im Linsengericht.

### Kindergarten
Die ehemalige Volksschule wurde zu einem zweigruppigen Kindergarten umgestaltet und ca. 1996 auf drei Gruppenräume erweitert.

### Freiwillige Feuerwehr
Die Freiwillige Feuerwehr Pfaffenhausen wurde 1904 gegründet, 1982 folgte dann die erste Frauengruppe. Die Einsatz- und Gefahrenschwerpunkte der Freiwilligen Feuerwehr Pfaffenhausen sind:
- Hilfeleistung (VU, Unwetter etc.),
- große Waldgebiete,
- Landstraßen,
- Brandschutzerziehung Gemeindeweit.

Im September 1993 wurde ein großzügiges neues Feuerwehrhaus in Betrieb genommen.
Die Einsatzabteilung der Feuerwehr besteht aus 23 Personen, darunter 6 Frauen, die der Jugendfeuerwehr aus 17 Personen.
Die Feuerwehr Jossgrund insgesamt besteht aus 100 aktiven Männern und Frauen. 59 davon sind Atemschutzgeräteträger. Neben Fortbildungen auf Kreis- und Landesebene macht die Feuerwehr Pfaffenhausen auch Übungen z. B. in Waldbrandübung, gemeinsam mit den anderen Ortsteilwehren der Gemeinde und Feuerwehren aus dem gesamten Löschbezirk.

### Dorfgemeinschaftshaus
Im Zuge der Dorferneuerung wurde das nicht mehr benutzte ehemalige Bankgebäude mit Warenlager von der Raiffeisenbank kostenlos an die Gemeinde übergeben. Mit großer Eigenleistung der Bevölkerung wurde es zu einem Dorfgemeinschaftshaus, genannt „Dorfscheune“, umgebaut und im Mai 2002 eingeweiht.

### Die Herz Jesu Kirche von Pfaffenhausen
Ein Mainzer Jurisdiktionalbuch vermerkt im Jahr 1668, dass in Pfaffenhausen früher eine Kapelle stand. „Möglicherweise verfiel sie im Dreißigjährigen Krieg“. Da Pfaffenhausen ein Siedlerdorf von Fulda war, wird vermutet, dass St. Michael der Patron war. In den Jahren 1712–1715 baute man eine kleine barocke Kirche, die jedoch schon 1725, beim großen Dorfbrand unterging. Auf ihren Ruinen entstand 1821–1823 eine Schule.
Nochmals 100 Jahre und viel Anstrengung waren nötig, bis eine neue Kirche, im Oktober 1921 eingeweiht werden konnte. Eine der treibenden Kräfte dabei war Oscar Haseneier (1875–1929), der katholische Geistliche von Oberndorf, durch seine Spendenaktionen. Anfang der 1970er Jahre wurde die Kirche vergrößert und dadurch der gestiegenen Einwohnerzahl angepasst. Auf dem angrenzenden Friedhof errichtete die Gemeinde eine Leichenhalle.

### Wirtschaft
Pfaffenhausen ist landwirtschaftlich geprägt. Im Ort ansässig sind auch zwei Schreinereien, ein Raumausstatter sowie eine Heizungsbaufirma. Zwei Gastwirtschaften und ein kleines Kaufhaus sowie ein kleiner Lebensmittelladen versorgen die Bürger.
Historisch belegt gab es in Pfaffenhausen, wohl bis zum großen Mühlensterben im 19. Jahrhundert, drei Mühlen.

## Partnerschaften
Seit vielen Jahren unterhält Pfaffenhausen eine Partnerschaft mit dem gleichnamigen bayerischen Ort, im oberschwäbischen Landkreis Unterallgäu.

## Kultur und Sehenswürdigkeiten

### Sehenswürdigkeiten
- Sühnekreuz – Das Alewirtskreuz ist das älteste Kulturdenkmal von Pfaffenhausen. Es stammt aus dem 15./16. Jahrhundert[13].
- Historisches Mühlrad – In der Mühlstraße kann man ein funktionsfähiges Mühlrad bewundern.
- Wendelinusfigur – Pfaffenhausen ist ein Ferienort, der von dem Dorferneuerungsprogramm der vergangenen Jahre profitieren konnte. Unter anderem wurde am Übergang der Jossa eine Statue des legendären Hl. Wendelinus[14]  errichtet. Er ist der Schutzpatron des Ortes, aber auch der Hirten und Bauern.
- Limbach-Kreuz, im Wald am ehemaligen Kirchweg von Deutelbach nach Oberndorf, nahe Pfaffenhausen; datiert vom 22. Februar 1831, es erinnert an den tragischen Tod einer jungen Frau auf dem Kirchweg zwischen Deutelbach und Oberndorf[15].

### Regelmäßige Veranstaltungen

#### Kier
Jedes Jahr im Sommer findet auf dem Festplatz zwischen Feuerwehrhaus und Sportplatz die hier „Kier“ genannte Kirchweih statt. In einem großen Festzelt spielen an insgesamt vier Abenden Musikkapellen auf. Das Aufstellen des Kierbaumes am Samstagmittag gehört zu den Höhepunkten des Festes.

#### Fronleichnam
Der seit dem 13. Jahrhundert existierende katholische Brauch der Fronleichnamsprozession wird auch in Pfaffenhausen gepflegt. Ähnlich wie an Christi Himmelfahrt findet eine Prozession statt. Vier Außenaltäre sind entlang des Prozessionsweges, quer durchs Dorf verteilt. „Oberndorf und Pfaffenhausen wechseln sich seit Jahren mit der Ausrichtung der Prozessionen an den beiden Festtagen Himmelfahrt und Fronleichnam ab“.
An Fronleichnam lädt außerdem ein Dorffest an der „Dorfscheune“ zu Essen und Trinken ein.

### Vereine
Neben dem Fußballverein SV Pfaffenhausen gibt es noch die Freiwillige Feuerwehr, die Tanzgruppe „Fidelen Jossataler“, einen FC-Bayern-Fanclub und den Kirchenchor „Cäcilia“. In der Kirche befindet sich eine kleine Bücherei. Auch die kfd unterhält hier einen Ortsverband.
Im Jahre 2009 fand anlässlich des 950-jährigen Bestehens, am 6. und 7. Juni, mit aktiver Beteiligung der Vereine, ein historisches Dorffest, unter dem Banner: „950 Jahre Phafenhusun erleben“ statt.

## Freizeit und Tourismus

### Freizeiteinrichtungen

Kneippbad Pfaffenhausen

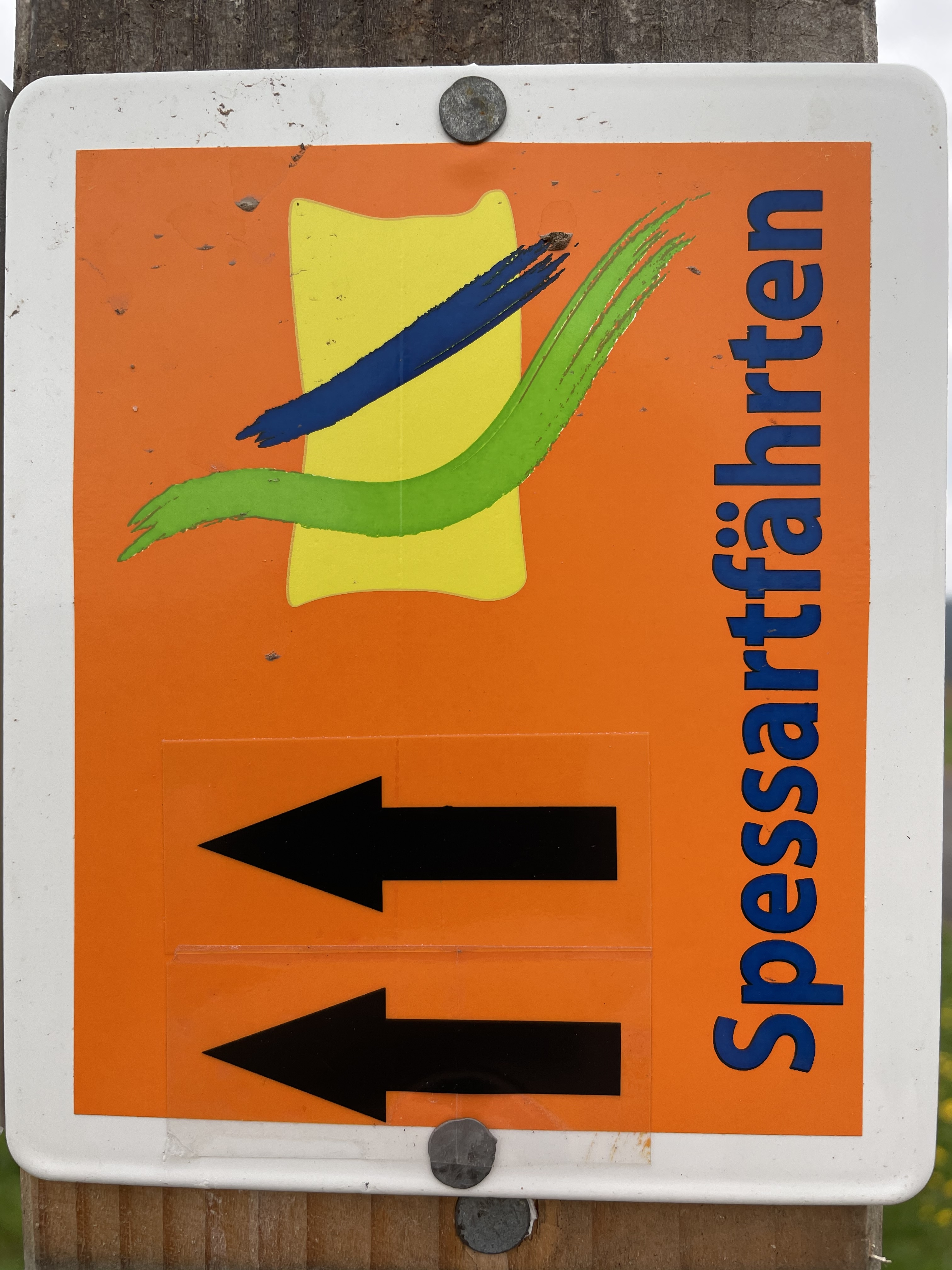
Logo der Spessartfährten

Neben den zahlreichen Spazier- und Wanderwegen rund um den Ort gibt es noch die am Waldesrand gelegene Kneipp-Anlage, die eine der größten in Deutschland ist. Das weitläufige Areal mit einem kleinen See wurde komplett renoviert und umfasst drei Becken mit frischem Quellwasser.
Pfaffenhausen besitzt neben einem Sportplatz mit Fußballfeld und Sportlerheim, auch einen Tennisplatz.

### Wandern
Von Lettgenbrunn, über die Höhen kommend, führt die Spessartfährte „Junge Jossa Lettgenbrunn“ bis nach Pfaffenhausen. Der 12,4 km lange Rundwanderweg, bestreicht 265 Höhenmeter. Er ist einer von 9 Spessartfährten, die längs des Spessartbogens konzipiert wurden und die ein intensiveres Kennenlernen der Landschaft ermöglichen. Der Weg ist als leicht eingestuft.

## Persönlichkeiten

### Töchter und Söhne der Gemeinde
- Johannes Rützel (um 1912–1992), katholischer Geistlicher, Monsignore; 1937 in Fulda zum Priester geweiht. 1938–1952 war er Kaplan in Bad Orb, danach Pfarrer in Marburg. Dort gründete er die Pfarrei St. Peter und Paul. 1989 verlegte er das „Chroniklesebuch Jossgrund“, das später wieder aufgelegt wurde.

### Mit Pfaffenhausen verbundene Persönlichkeiten
- Oscar Haseneier (1875–1929), katholischer Geistlicher von Oberndorf, baute 1920/1921 mit Spendengeldern die Pfarrkirche von Pfaffenhausen auf[18]. Literarische Spuren hinterließ Haseneier als Autor der romantischen Schauspiele: „Der Madstein“ und „Peter von Orb“ (1924)[19].